# Weike Wang
Weike Wang (Nanjing, ...) è una scrittrice statunitense d'origine cinese.

## Biografia
Nata a Nanjing, è cresciuta in Australia, Canada e negli Stati Uniti.
Ha conseguito un B.A in chimica e inglese all'Università di Harvard e un Master of Fine Arts all'Università di Boston.
Ha esordito nella narrativa nel 2017 con il romanzo Chimica vincitore del Premio PEN/Hemingway l'anno successivo e nel 2022 ha dato alle stampe la sua seconda opera, Joan Is Okay.
Suoi racconti sono apparsi in riviste quali New Yorker,  Ploughshares, The Believer e antologie quali Best American Short Stories.

## Opere

### Romanzi
- Chimica (Chemistry, 2017), Firenze, Clichy, 2021 traduzione di Fabio Cremonesi ISBN 978-88-6799-838-8.
- Joan Is Okay (2022)

### Racconti (parziale)
- Omakase (2018)
- Hair (2018)
- The Trip (2019)
- The Poster (2020)
- Flight Home (2020)

## Premi e riconoscimenti

### Vincitrice
Premi Whiting
- 2018 nella sezione "Saggistica"[10]

Premio PEN/Hemingway
- 2018 con Chimica[11]

Premio O. Henry
- 2019 con Omakase[12]